# San Antonio de Alajuelita
San Antonio es el distrito número tres del cantón de Alajuelita, de la provincia de San José, en Costa Rica, fundado en el año de 1909. El distrito se caracteriza por ser donde se ubica la icónica Cruz de Alajuelita, ubicada en la cima del cerro San Miguel.

## Historia
El 4 de diciembre de 1820, se menciona al barrio de Alajuelita, Hatillo y Dos Ríos (hoy parte del sur de Alajuelita y del sur del cantón de San José) en los registros de un cabildo abierto del Municipio de San José.
En 1840, en el contexto de una organización administrativa del Estado que impulsó el gobierno de Braulio Carrillo Colina, se divide a San José en un total de 26 cuarteles, entre ellos el cuartel de Alajuelita. Este cuartel, el 1° de diciembre de 1841, formó el barrio de Alajuelita (hoy la mayor parte del cantón de Alajuelita y parte de los distritos josefinos de Hatillo y San Francisco de Dos Ríos), parte del Departamento de San José. El barrio de Alajuelita quedaba dividido en cinco cuarteles: El Santuario, Caracas, El Tejar, El Molino y Aserrí.
En la Constitución Política del 30 de noviembre de 1848, se estableció una nueva división política y administrativa, que contempló la nomenclatura de provincias, cantones y distritos parroquiales. De entre los distritos parroquiales del cantón de San José, se encontraba Alajuelita.
En el primer gobierno de Cleto González Víquez, el 4 de junio de 1909, por decreto n.º 58, se creó Alajuelita como cantón de la provincia de San José, designándose como cabecera la villa de Alajuelita. Alajuelita procede del cantón de San José, establecido este último, en ley n° 36 del 7 de diciembre de 1848.

## Ubicación
Se ubica en el sur del cantón y limita al norte con el distrito de San Felipe, al oeste con el cantón de Escazú, al sur con el cantón de Acosta, al este con el cantón de Aserrí y al noreste con los distritos de Concepción y San Josecito.

## Geografía
San Antonio cuenta con un área de 10,26 km² y una altitud media de 1410 m s. n. m. Hasta la década de 1990 tenía una superficie de 9,84 km², más tras un leve ordenamiento territorial, cedió terreno al distrito de San Josecito y alcanzar la superficie actual.

## Demografía
Para el año 2022, San Antonio cuenta con una población estimada de 5164 habitantes, y para el último censo efectuado, en 2011, San Antonio contaba con una población de 4739 habitantes.

## Organización territorial
El distrito de San Antonio se conforma por las siguientes comunidades o barrios:
- Barrio 12 de Julio
- Barrio Arcángeles
- Barrio Cuesta de los Calderón
- Barrio Lámparas
- Barrio Llano
- Barrio Piedra de Fuego
- Barrio Pozo Azul
- Barrio San Antonio (centro)
- Barrio San Miguel

## Transporte

### Carreteras
Al distrito lo atraviesan las siguientes rutas nacionales de carretera:
- Ruta nacional 105
- Ruta nacional 217

## Concejo de distrito
El concejo de distrito del distrito de San Antonio vigila la actividad municipal y colabora con los respectivos distritos de su cantón. También está llamado a canalizar las necesidades y los intereses del distrito, por medio de la presentación de proyectos específicos ante el Concejo Municipal. La presidenta del concejo del distrito es la síndica propietaria del partido Nueva Generación, Jennifer Tatiana Rodríguez Aguilar.
El concejo del distrito se integra por:
| #                       | Partido                         | Nombre                             |
| Síndico propietario     | Síndico propietario             | Síndico propietario                |
| ----------------------- | ------------------------------- | ---------------------------------- |
| 1                       | Renovación Costarricense        | Jennifer Tatiana Rodríguez Aguilar |
| Síndico suplente        |                                 |                                    |
| 2                       | Renovación Costarricense        | Erick Alexader Retana Campos       |
| Concejales propietarios |                                 |                                    |
| 3                       | Renovación Costarricense        | Alexander Badilla Salazar          |
| 4                       | Renovación Costarricense        | María Reyes Sequeira               |
| 5                       | Partido Unidad Social Cristiana | Johel Antonio Retana Guerrero      |
| 6                       | Partido Acción Ciudadana        | Doris Elena López Mora             |
| Concejales suplentes    |                                 |                                    |
| 7                       | Renovación Costarricense        | Ana Patricia Mora Mora             |
| 8                       | Renovación Costarricense        | Roger Retana Calderón              |
| 9                       | Partido Unidad Social Cristiana | Diana Mesén López                  |
| 10                      | Partido Acción Ciudadana        | Marcela Paola Rodríguez Corrales   |